# Bund Nationaler Studenten
Der Bund Nationaler Studenten (BNS) war eine 1956 gegründete, rechtsextreme deutsche Studentenorganisation und diente der Wiederbelebung und der Tarnung nationalsozialistischer Ideologien. Der Bund Nationaler Studenten wurde 1961 verboten.

## Geschichte
Der BNS wurde am 17. Juni 1956 in Heidelberg als „überparteilicher und überkonfessioneller Zusammenschluss national gesinnter Studenten“ gegründet. Zu den Gründern gehörten unter anderem der Publizist und Multifunktionär der deutschen rechtsextremistischen Szene, Peter Dehoust, die Rechtsanwälte Martin Mußgnug, Peter Stöckicht sowie sein erster Bundesvorsitzender Otto Jänisch. Unterstützt wurde die Gründung unter anderem von Funktionären des Bundes der Vertriebenen, der Deutschen Reichspartei (DRP) und des Stahlhelm. Hintergrund der Gründung war das Verbot der Sozialistischen Reichspartei (SRP) 1952 und der Versuch und die Etablierung einer legalisierten Organisation für die rechtsextremen Ideologien. Nach Margret Feit hat der BNS eine wichtige Rolle als Vorläufer für die Herausbildung der Neuen Rechten gespielt. Im März 1960 zählte der BNS laut eigenen Angaben etwa 6000 Mitglieder.
Der BNS vertrat ein elitär völkisch-nationalistisches Politik-Konzept. Sein strategisches Hauptziel war die Gründung einer „völkischen Großpartei“ und die „Wiederbelebung des Deutschen Reichs“. Der BNS verstand sich dabei als Kaderschmiede „national gesinnter“ Akademiker.
Nachdem sich Mitglieder des Berliner BNS-Landesverbandes an einer Sonnwendfeier mit Hakenkreuzen beteiligten, wurden im Januar 1960 in der Presse Forderungen nach einem Verbot erhoben. Gegen die Studenten leitete die Freie Universität ein Disziplinarverfahren ein. Der Berliner Innensenator löste noch im Januar 1960 die Berliner Hochschulgruppe des BNS auf. Bis März 1961 folgten weitere Verbote durch verschiedene Bundesländer sowie durch verschiedene Regierungspräsidenten. Nach dem Verbot vom 6. März 1961 durch das Innenministerium des Landes Baden-Württemberg war der BNS bundesweit aufgelöst.
Nach dem Verbot konnten die aktiven Mitglieder in diversen neuen Organisationen ihre Arbeit fortführen. So unter anderem bei der Zeitschrift Deutscher Studenten-Anzeiger (DSA). Das war der neue Name des BNS-Organs Student im Volk, welches kurz vor der bundesweiten Auflösung geändert wurde. Der Deutsche Studenten-Anzeiger wurde die auflagenstärkste deutsche Studentenzeitung und wurde bundesweit kostenlos verteilt. Die Gesamtauflage laut Impressum 1968 betrug zirka 41000 Exemplare. Gedruckt und verlegt wurde der Deutsche Studenten-Anzeiger durch Karl Waldemar Schütz’ National-Verlag GmbH Hannover, denselben Verlag, der ab 1964 die NPD-Wochenzeitungen Deutsche Nachrichten (bis 1973) und die Deutsche Wochenzeitung (bis 1986) herausgab.
BNS-Aktivisten waren auch beteiligt bei der Gründung der NPD 1964 und dem entsprechenden Hochschulverband, dem Nationaldemokratischen Hochschulbund (NHB). Der Deutsche Studenten-Anzeiger begleitete die Gründungen der NHB-Hochschulgruppen und wurde Sprachrohr des NHB. Viele Mitglieder spielten bis heute für die extreme Rechte eine wichtige Rolle oder konnten sich in wissenschaftlichen Institutionen etablieren.
Die Ursprünge einer Deutsch-Europäischen Studiengesellschaft (DESG) mit Sitz in Hamburg und angeschlossenem Verlag Deutsch-Europäische Studien gehen ebenfalls zurück auf den Bund Nationaler Studenten, aus dem mehrere Funktionäre 1964 zur DESG kamen, z. B. der Mitgründer und Geschäftsführer Heinz-Dieter Hansen, auch Herausgeber der Vereinsblätter DESG-inform und Junges Forum. Hansen ging zeitweise auch zur ÖDP und kandidierte in Hamburg für die Die Republikaner. Ab 1994 versuchte man, unter dem Label Synergies européennes – Europäische Synergien europaweit zu agieren, von Seiten des BNS und der DESG trat neben Hansen z. B. Marc Lüdders, ein Autor über Werner Sombart, hervor.

## Vortragsthemen
Ein zentrales Vortragsthema war die „Kriegsschuldfrage“, die vehement geleugnet wurde. Der Geschichtsrevisionist David Leslie Hoggan, Autor des Buches Der erzwungene Krieg, reiste zu diesem Thema 1960 für den BNS durch die Bundesrepublik.
Des Weiteren:
- »Was ist echt an der modernen Kunst«
- »Deutschland und seine Ostgebiete«
- »Sudetenland, Europas unbekannte Mitte«
- »Chruschtschow 50 Kilometer vor Hamburg«
- »Verrat von Alger Hiss bis Alfred Frenzel«[13]

## Insignien
Das Logo des BNS war die Odalrune, die auch von mehreren NS-Organisationen und der Wiking-Jugend sowie vom Bund Heimattreuer Jugend verwendet wurde.

## Mitgliedschaften
- Kameradschaftsring Nationaler Jugendverbände